# Cyrtonops tonkineus
Cyrtonops tonkineus är en skalbaggsart som beskrevs av Leon Fairmaire 1895. Cyrtonops tonkineus ingår i släktet Cyrtonops och familjen långhorningar. Inga underarter finns listade i Catalogue of Life.